# Gili Anyar
Gili Anyar is een bestuurslaag in het regentschap Bangkalan van de provincie Oost-Java, Indonesië. Gili Anyar telt 3061 inwoners (volkstelling 2010).